# Gndewank

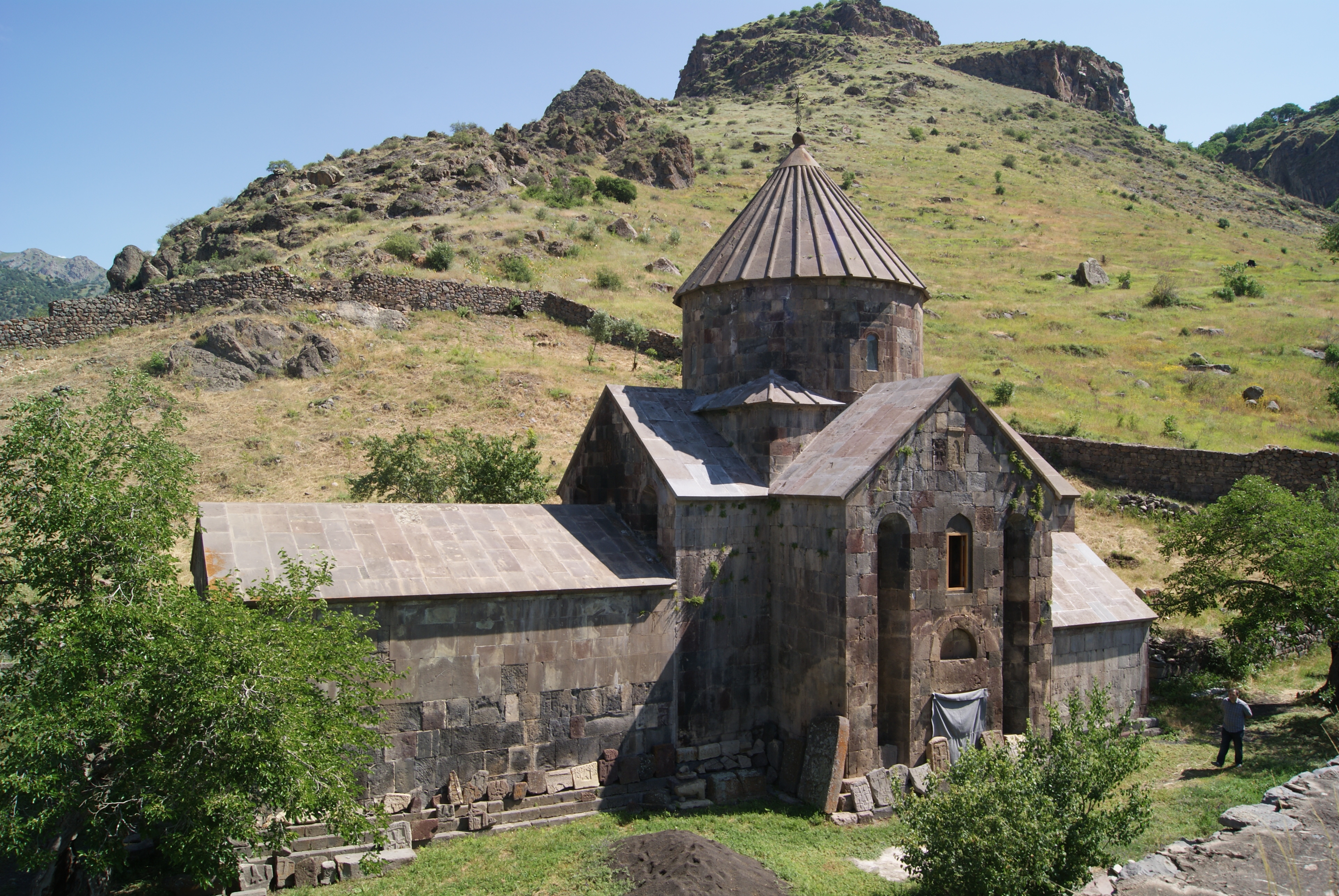
Kreuzkuppelkirche mit an der Westseite (links) vorgebautem Gawit. Blick vom Dach der Mönchsunterkünfte an der südlichen Umfassungsmauer.

Gndewank (armenisch Գնդեվանք Gndewank) ist ein im 10. Jahrhundert gegründetes Kloster der Armenisch-Apostolischen Kirche in der südarmenischen Provinz Wajoz Dsor. Im Zentrum der befestigten Anlage steht die restaurierte Stefanskirche (Surb Stephanus), eine 936 datierte Kreuzkuppelkirche. Von den großflächigen Wandmalereien, die aus der Bauzeit stammten und bei der Neugründung des Klosters Ende des 17. Jahrhunderts ergänzt wurden, sind praktisch keine Reste mehr vorhanden.

## Lage
Koordinaten: 39° 45′ 31,8″ N, 45° 36′ 38,2″ O
Areni ist der erste größere Ort in der Provinz Wajoz Dsor an der aus Norden kommenden einzigen Schnellstraße M2, die von Jerewan in den südlichen Landesteil führt. 17 Kilometer östlich durchquert die im Tal des Arpa verlaufende M2 die Provinzhauptstadt Jeghegnadsor und nach weiteren 14 Kilometern Wajk (Vayk). Sieben Kilometer östlich von Wajk in Richtung Sissian zweigen von der Schnellstraße zwei Straßen parallel zum Arpa nach Nordosten ab. Die neue Straße (H42) gewinnt am Osthang des Taleinschnitts schnell an Höhe und erreicht nach elf Kilometern das Dorf Gndevaz mit 1003 Einwohnern laut der Statistik für Januar 2012. Die H42 wurde gebaut, um den 15 Kilometer weiter auf 2108 Metern Höhe in den Bergen gelegenen Kurort Dschermuk mit der Außenwelt zu verbinden. Sechs Kilometer oberhalb von Gndevaz liegt der Ort Kechut mit dem gleichnamigen Stausee, der vom Arpa gespeist wird.
Westlich, auf der rechten Seite des Arpa, folgt die einspurige alte Straße (H43) in der zunehmend malerischer werdenden Talsohle dem Lauf des Arpa. Sie überquert den Fluss auf dem Kechut-Staudamm und mündet dort in die neue Straße. Die Fortsetzung der alten Straße auf der Westseite oberhalb des Stausees ist nicht mehr durchgängig bis Dschermuk befahrbar. Im Tal gedeiht dichter Laubwald, die Hänge sind mit Gras bewachsen und von Geröllhalden aus Basalt durchsetzt. An einigen Stellen der schroffen Felsen bilden Basaltsäulen senkrechte Abbruchkanten. Das Kloster liegt am linken Ufer wenig oberhalb des Arpa auf 1361 Metern Höhe und ist von der alten Straße im Tal auf einer asphaltierten Zufahrt oder auf einem steilen Fußpfad, der von Gndevaz am Rand des Taleinschnitts hinunter führt, zu erreichen. Ein Pfad endet oben am kleinen Eingang der östlichen Umfassungsmauer, ein anderer kommt weiter unten an einer Biegung der Zufahrtsstraße heraus. Auf der weiten Hochfläche um das Dorf wird Getreide angebaut und auf den Wiesen Rinderzucht betrieben.  

## Geschichte

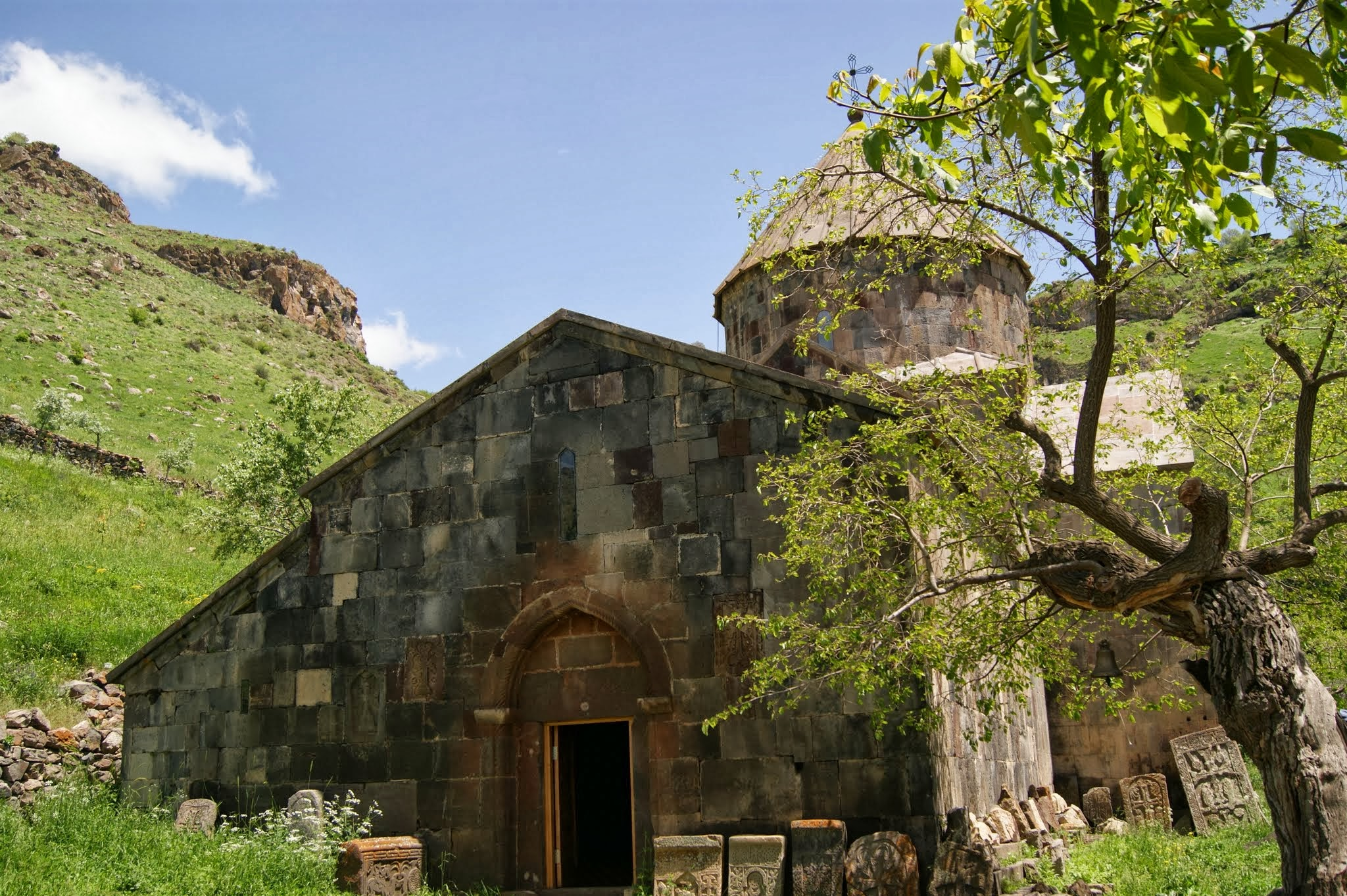
Westliche Eingangsseite des Gawit mit aufgestellten Chatschkaren.

Die Gegend war Grabungsfunden zufolge bereits in der Bronzezeit und Eisenzeit besiedelt. Eine erste Kirche könnte über einem älteren vorchristlichen Heiligtum errichtet worden sein. Vor der Klostergründung sollen mönchische Einsiedler im Tal des Arpa gelebt haben; die Geschichte vor dem 10. Jahrhundert ist jedoch spekulativ. Die erste gesicherte Jahreszahl ist 936. Eine Gründungsinschrift an der Stefanskirche gibt an, dass das Gebäude von 931 bis 936 im Auftrag der Prinzessin Sophia, Gemahlin des Fürsten Smbat von Sjunik (historisch Sangesur), errichtet wurde. Acht Inschriften aus der Bauzeit und 22 weitere aus späteren Jahrhunderten wurden in Gndewank gefunden. In mehreren zeitgenössischen und späteren Quellen wird der Ort mit den Namen Gndewank, Gndawank, Gndawan, Gndewan und Gndewaz erwähnt. Mehrere Legenden ranken sich um die Herkunft des Namens. Er soll von dem wegen seiner Frömmigkeit bekannten Mönch Supan Gnduni oder von Gunat Owanes („der bleiche Owanes“) stammen, einem anderen Mönch, der in hohem Alter zum ersten Klostervorsteher wurde. Ferner wird überliefert, dass Sophia ihren gesamten Schmuck einschließlich ihrer Ohrringe (armenisch gind) habe verkaufen müssen, um das Kloster innerhalb von 40 Tagen bauen zu lassen. Aus gind sei das Schmuckstück Gndewank geworden. An der Westwand ließ sie die Schriftzeile anbringen: „Wajoz Dsor war ein Ring ohne Schmuckstein; ich erbaute diese Kirche und setzte somit ein Juwel in den Ring.“ Nach der „Chronik der Provinz Sjunik“ des Geschichtsschreibers Stephanos Orbelian (um 1250–1305) beauftragte Sophia den Priester Sargis mit dem Bau der Kirche und den Künstler Yeghishe Yerets mit der Bemalung der Wände, gründete das Dorf Gndevaz und ließ Gärten in der Gegend anlegen.
Yeghishe bemalte laut Stephanos Orbelian die Kirche, während sie noch im Bau war. Nach ihrer Fertigstellung plante der Künstler zusammen mit Priester Sargis die Errichtung des Glockenturms. 999 wurde unter dem Abt Christofor der Gawit an der Westseite der Kirche fertiggestellt. Im Jahr 1008 ließ ein (anderer) Priester Sargis einen 22 Kilometer langen Kanal zur Bewässerung der großen, zum Kloster gehörenden Felder anlegen. In der ersten Hälfte des 13. Jahrhunderts erlebte Armenien die erste einer Reihe von 15 Invasionen turkisch-mongolischer Völker, die bis um 1403 dauerten. Die armenischen Orbelian-Fürsten regierten im 13. Jahrhundert und bis Anfang des 14. Jahrhunderts weitgehend unabhängig im Süden, während die Gebiete im nördlichen Armenien unter mongolischer Oberherrschaft standen.

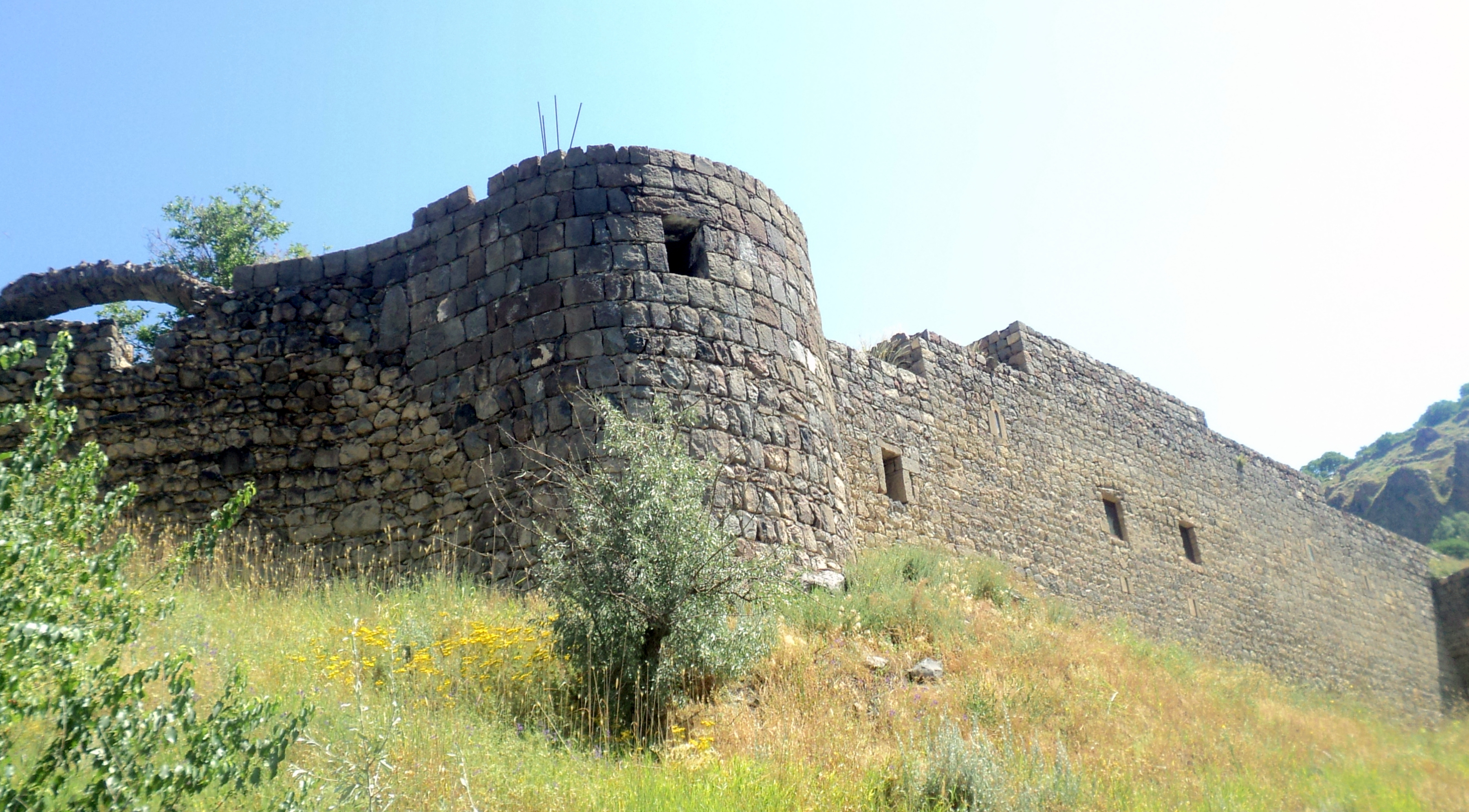
Bei der Neugründung des Klosters Ende des 17. Jahrhunderts errichtete Festungsmauer. Rundturm der Südwestecke.

1309 ließ Abt Grigor das Kloster renovieren. 1335 begannen die Mongolen mit vernichtenden Machtkämpfen untereinander. Nachdem 1386 Timur Lenk mit seinen Truppen von Täbris nach Sjunik einmarschiert war und das Land verwüstet hatte, gerieten die Armenier in wechselnde Abhängigkeiten sich bekriegender Mächte. Die Orbelian-Familie verlor während der Unruhen ihren Einfluss und spaltete sich in mehrere Gruppen. Nach der Deportation großer Teile der armenischen Bevölkerung 1604 durch den persischen Schah Abbas I. nach Isfahan wurde das Kloster aufgegeben und weite Teile des Landes blieben während der anschließenden Kriege zwischen Osmanen und Safawiden im 17. Jahrhundert verlassen. 1691 ließ Wardapet Petros zur Neugründung des Klosters die Kirche restaurieren und die gesamte Anlage von einer Festungsmauer mit Rundtürmen umgeben. 
Ein Erdbeben beschädigte 1931 das Kloster, das während der Sowjetischen Regierungszeit leerstand. Die ersten Restaurierungen im 20. Jahrhundert fanden zwischen 1965 und 1970 statt, blieben jedoch unvollendet, sodass weiterhin Regen durch das Dach dringen konnte und die verbliebenen Wandmalereien zerstörte. Weitere Erhaltungsmaßnahmen folgten Anfang der 1980er Jahre. Während der Arbeiten kamen in einem Versteck wertvolle Ritualgegenstände (Bronzeleuchter und chinesische Seladon-Keramik) zum Vorschein. Die profanen Nebengebäude wurden ebenfalls restauriert und bewohnbar gemacht. Zwei dort lebende Mönche waren 2013 mit dem weiteren Ausbau beschäftigt.

## Klosteranlage
Das ummauerte Klostergelände liegt an einem nach Süden geneigten Grashang mit der Westmauer an der Kante eines Felshangs, der steil zum Arpa abfällt. Der Nordteil des Geländes ist für eine Bebauung zu steil; die Kirche befindet sich im südöstlichen Teil des Bezirks, der hier eingeebnet wurde. Die Wohn- und Wirtschaftsgebäude und das Refektorium reihen sich wegen der Hanglage nicht wie sonst bevorzugt entlang der Nordmauer, sondern bilden zusammen mit zwei Rundtürmen einen Teil der Festungsanlage im Süden. Klöster hatten im 17. und 18. Jahrhundert die Aufgabe, nicht nur sich selbst, sondern auch den Bewohnern der umliegenden Dörfer im Bedarfsfall vor herumziehenden Räuberbanden Schutz zu bieten und wurden entsprechend befestigt. Die Außenwände der Nebenräume besitzen daher nur kleine Fensterschlitze. Von wesentlicher Bedeutung bei mittelalterlichen Klöstern ist ein Brunnen innerhalb des Geländes.

### Hauptkirche

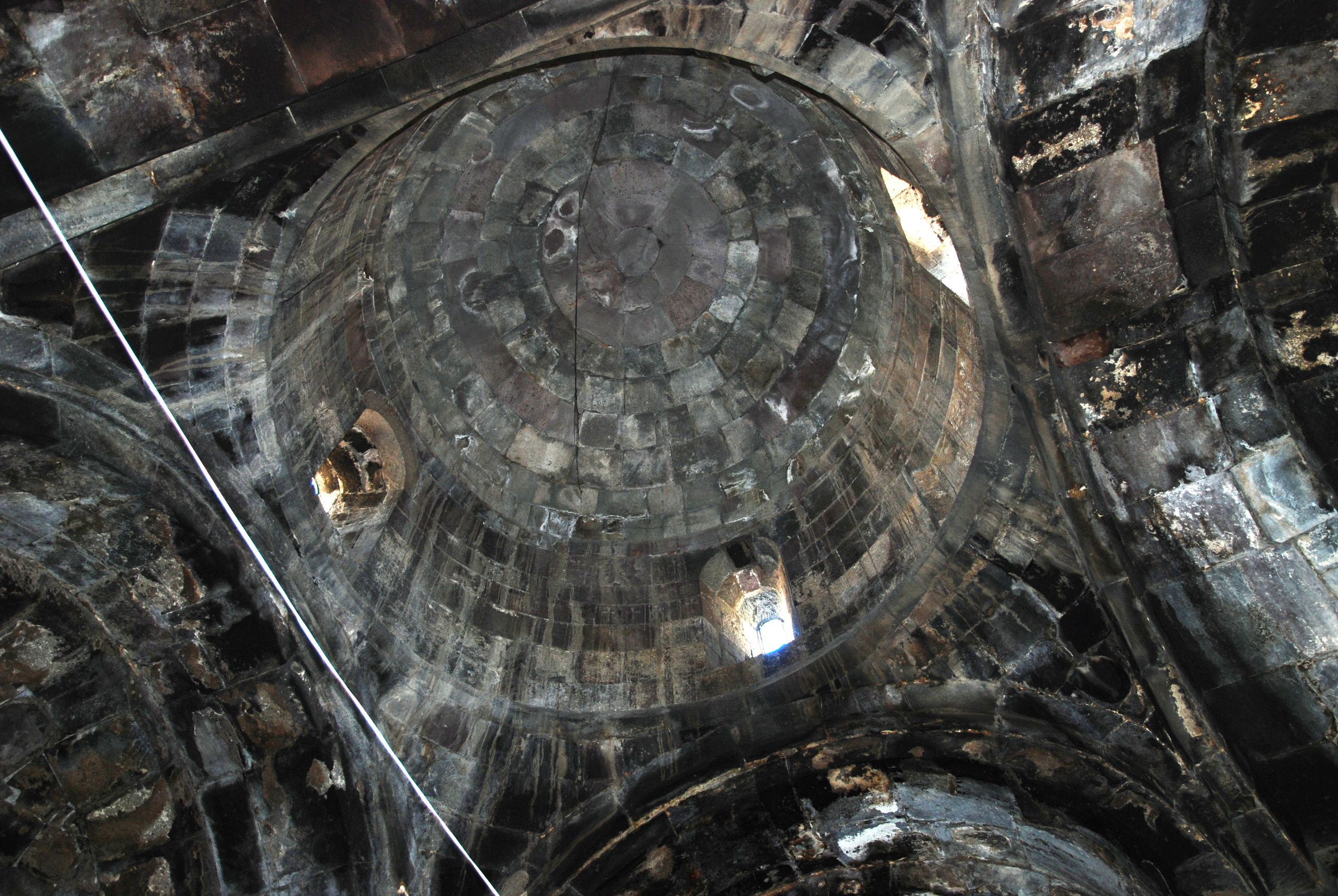
Kuppel über der Vierung

Die Stefanskirche (Surb Stepanos), auch Muttergotteskirche (Surb Astvatsatsin), ist eine Kreuzkuppelkirche mit außen rechteckig ummantelten Kreuzarmen und innen einer hufeisenförmigen Altarapsis im Osten, zwei halbrund abschließenden Seitenarmen im Norden und Süden sowie einem rechteckigen Westarm. Der Grundplan greift in etwas vergrößertem Maßstab den im 7. Jahrhundert in Armenien verbreiteten Typus der kleinen Friedhofskirchen wie Lmbatavank, Karmrawor in Aschtarak oder der Muttergotteskirche von Talin wieder auf. Im Unterschied zu jenen Kirchen, deren Seitenarme nach allen Seiten frei nach außen ragen, besitzt die Stefanskirche seitlich der Altarapsis angebaute Nebenräume. Diese sind rechteckige Kammern mit kleinen Apsiden und von den Seitenarmen zugänglich. Zusammen mit den Nebenräumen ergibt der Grundplan eine teilummantelte Kreuzkuppelkirche. Eine weitere Vergrößerung dieses Typus stellen die vollständig rechteckig ummantelten Zentralbauten dar, etwa die Täuferkirche (Surb Karapet) von Tsaghats Kar (1041 datiert) oder die Stefanskirche des Klosters Tanahat (1273–1279 erbaut). Gndewank war die wohl bedeutendsten Kirche der Region in ihrer Zeit, weit vor dem Bau von Norawank (1339), Areni (1321) und Tanahat.
Die inneren Wandecken werden von breiten Gurtbögen überspannt, die eine zentrale Vierung bilden. In den Ecken leiten Pendentifs zum innen kreisrunden, außen zwölfeckigen Tambour über, dessen Kuppel von einem Kegeldach überdeckt wird. Auf die Wandmalereien, von denen Stephanos Orbelian berichtet, deuten nur noch winzige helle Putzreste auf den schwarzen Basaltquadern hin. In der Region Wajoz Dsor und Sjunik waren Wandmalereien einst weit verbreitet, außer winzigen Fragmenten blieb jedoch nur in der Hauptkirche Peter und Paul des Klosters Tatew (895–906 erbaut) ein etwas größerer Rest erhalten.
Am Tambour sind die Wandfelder der vier Haupthimmelsrichtungen von schmalen Rundbogenfenstern durchbrochen. Die markanteste Fassadengestaltung stellen zwei tiefe senkrechte Dreiecksnischen an den drei Giebelwänden dar, zwischen denen sich jeweils ein etwas größeres Fenster in einer flachen Nische befindet. Die beiden Eingänge liegen in der West- und der Südwand.

### Gawit

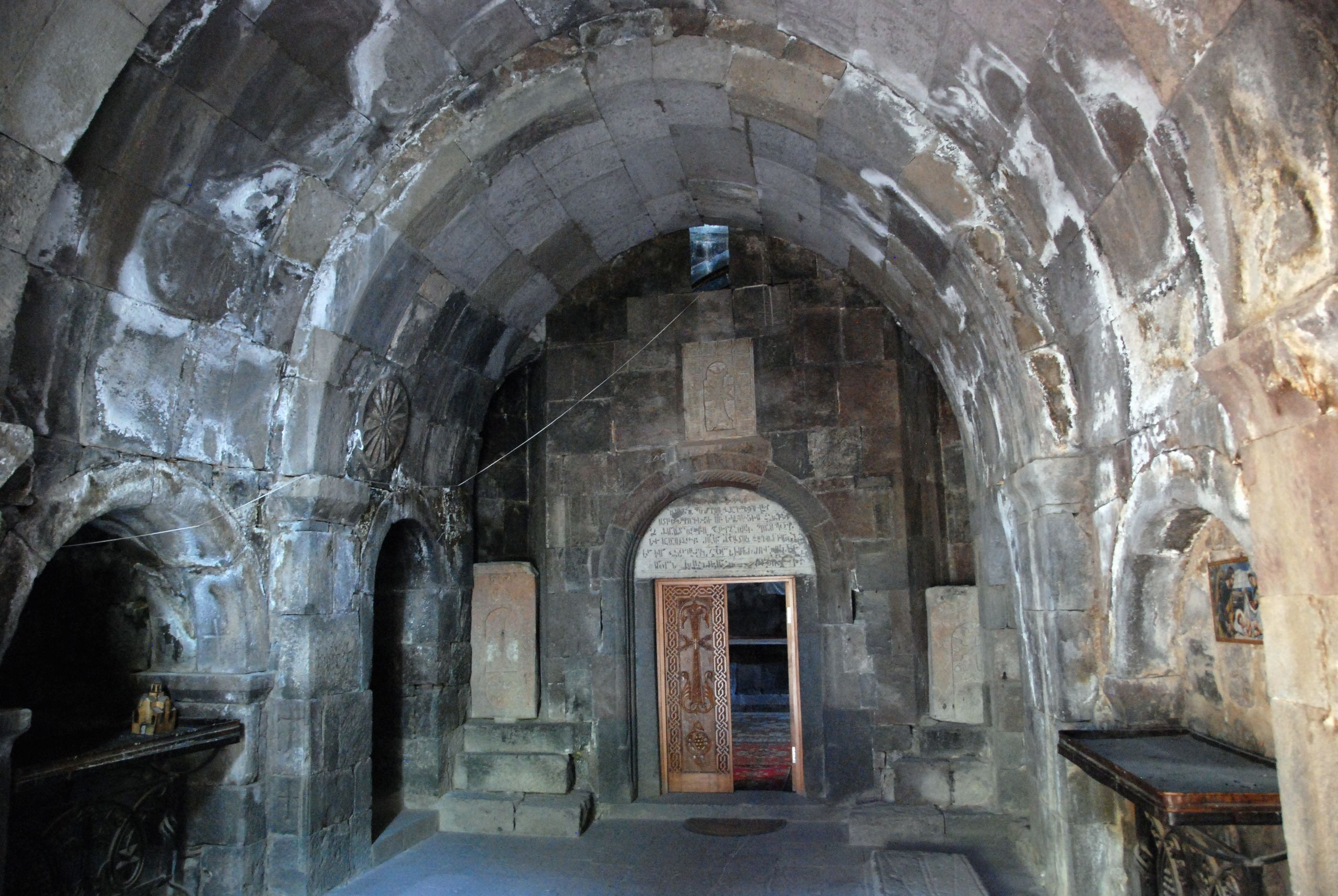
Gawit mit Durchgang zur Kirche

Der  996 oder 999 vor der Westwand angebaute Gawit gehört zu den frühesten Beispielen eines Bautyps, der in seiner klassischen Form als quadratische Vier-Pfeiler-Halle (Typ A1) für die mittelalterliche armenische Kirchenarchitektur charakteristisch wurde und nur hier vorkommt. Die in Wajoz Dsor und Sjunik eingeführten Vorläufer sind lange, von einem Tonnengewölbe überdeckte Hallen, die als Typ E1 klassifiziert werden. Der ähnliche Gawit der weiter südlich bei Kapan gelegenen Klosterkirche von Wahanawank (Kirche von 911, Gawit in der ersten Hälfte des 10. Jahrhunderts angebaut) ist nur noch als Ruine erhalten.
Das leicht spitzbogige Tonnengewölbe des Gawit wird durch zwei Gurtbögen gegliedert, die sich an den Seitenwänden in Pilastern fortsetzen. In den drei Wandflächen dazwischen sind in der Südwand unterschiedlich breite halbkreisförmige Nischen eingetieft. Ihnen entsprechen an der Nordseite drei Durchgänge, die in einen längs der Nordwand angebauten niedrigeren und ebenfalls tonnenüberwölbten Nebenraum führen. Diese Art eines Gawit-Anbaus ist für Armenien einzigartig. Während der Nebenraum gänzlich im Dunkeln liegt, wird der Hauptraum durch die offene Tür in der Westwand und einen Fensterschlitz darüber schwach erhellt. An der Ostwand verbindet eine Tür den Gawit mit der Kirche. Im Tympanon-Halbkreis darüber erinnert eine Inschrift von 1309 an die Renovierung durch Grigor. Die westliche Eingangstür befindet sich außen zurückversetzt in einer hufeisenförmigen Nische, die mit einem Gewindestab an der Kante eine der wenigen ornamentalen Verzierungen des Gebäudes besitzt. Ansonsten finden sich einige Kreuzmotive im Flachrelief und Ritzungen von Pilgern über die Außenwände verteilt.

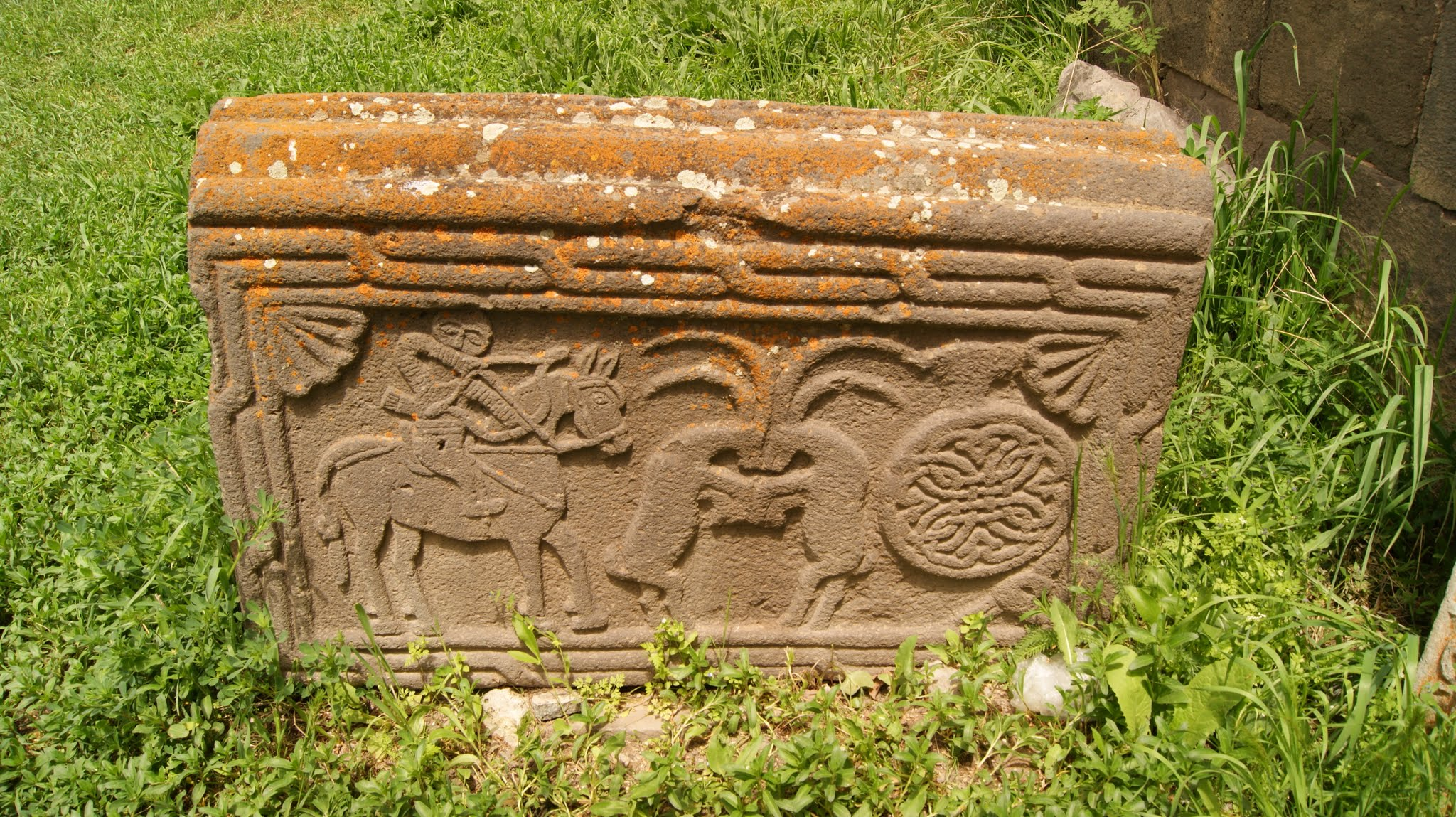
Grabstein mit Jagdszene

In der Umgebung des Gawit stehen einige Chatschkare aus dem 10. bis 16. Jahrhundert. Ein Grabstein zeigt einen Reiter mit Pfeil und Bogen, der auf zwei miteinander kämpfende Steinböcke zielt.